# Pharga
Pharga là một chi bướm đêm thuộc họ Erebidae.

## Loài
- Pharga pallens Barnes & McDunnough, 1911